# Championnat d'Azerbaïdjan de football 2005-2006
Navigation
Saison précédente Saison suivante
La saison 2005-2006 du Championnat d'Azerbaïdjan de football était la 14e édition de la première division en Azerbaïdjan. Appelée Top League, elle regroupe 14 clubs azéris regroupés en une poule unique où les équipes s'affrontent deux fois, à domicile et à l'extérieur. À la fin de la saison, les 2 derniers sont relégués en deuxième division et remplacés par les 2 meilleurs clubs de ce championnat,

C'est le club du FK Bakou qui termine en tête du championnat, avec un seul point d'avance sur le FK Karvan et 4 sur le tenant du titre, le FK Neftchi Bakou. C'est le tout premier titre de champion d'Azerbaïdjan de l'histoire du club.

Au départ prévue avec 16 équipes, la compétition voit plusieurs clubs déclarer forfait avant son démarrage : le FK Shamkir, Karat Bakou et Energetik Mingacevir, l'un des deux promus de deuxième division. Pour arriver au nombre de 14 participants, la fédération décide de repêcher le club du MOIK Bakou, pourtant relégué en D2 la saison dernière.

## Les 14 clubs participants
| - FK Neftchi Bakou - PFK Turan Tovuz - FK Gandja - FK Qarabag Agdam - FK Olimpik Bakou - Promu de D2 - FK Bakou - FK Gänclärbirliyi Sumqayıt | - FK Göyazan Qazax - FK Khazar Lenkoran - FK Karvan - FK MKT Araz Imisli - MOIK Bakou - FK Inter Bakou - FK Shahdag-Samur Qusar |

## Compétition
Le barème de points servant à établir le classement se décompose ainsi :
- Victoire : 3 points
- Match nul : 1 point
- Défaite : 0 point

### Classement
| Rang | Équipe                     | Pts | J  | G  | N | P  | Bp | Bc | Diff |
| ---- | -------------------------- | --- | -- | -- | - | -- | -- | -- | ---- |
| 1    | FK Bakou                   | 58  | 26 | 18 | 4 | 4  | 42 | 12 | +30  |
| 2    | FK Karvan                  | 57  | 26 | 17 | 6 | 3  | 50 | 9  | +41  |
| 3    | FK Neftchi Bakou T         | 54  | 26 | 15 | 9 | 2  | 51 | 16 | +35  |
| 4    | FK Inter Bakou             | 50  | 26 | 14 | 8 | 4  | 35 | 14 | +21  |
| 5    | FK Qarabag Agdam C         | 40  | 26 | 12 | 4 | 10 | 32 | 32 | 0    |
| 6    | PFK Turan Tovuz            | 38  | 26 | 11 | 5 | 10 | 27 | 21 | +6   |
| 7    | FK Khazar Lenkoran         | 36  | 26 | 9  | 9 | 8  | 27 | 18 | +9   |
| 8    | FK Shahdag-Samur Qusar     | 35  | 26 | 10 | 5 | 11 | 26 | 36 | -10  |
| 9    | FK MKT Araz Imisli         | 35  | 26 | 9  | 8 | 9  | 31 | 36 | -5   |
| 10   | FK Gandja                  | 28  | 26 | 7  | 7 | 12 | 35 | 46 | -11  |
| 11   | FK Gänclärbirliyi Sumqayıt | 27  | 26 | 6  | 9 | 11 | 25 | 37 | -12  |
| 12   | FK Olimpik Bakou P         | 23  | 26 | 5  | 8 | 13 | 15 | 27 | -12  |
| 13   | MOIK Bakou                 | 9   | 26 | 2  | 3 | 21 | 13 | 67 | -54  |
| 14   | FK Göyazan Qazax           | 9   | 26 | 0  | 9 | 17 | 14 | 52 | -38  |

|  | Qualification pour la Ligue des champions 2006-2007 |
|  | Qualification pour la Coupe UEFA 2006-2007          |
|  | Qualification pour la Coupe Intertoto 2006          |
|  | Relégation en deuxième division                     |
|  | P Promu de deuxième division                        |

## Bilan de la saison
| Championnat d'Azerbaïdjan de football 2005-2006 |                      |
| Champion                                        | FK Bakou (1er titre) |
| Coupes et trophées                              |                      |
| Vainqueur de la Coupe d'Azerbaïdjan 2005-2006   | FK Qarabag Agdam     |
| Qualifications continentales                    |                      |
| Ligue des champions 2006-2007                   | FK Bakou             |
| Coupe UEFA 2006-2007                            | FK Qarabag Agdam     |
| Coupe UEFA 2006-2007                            | FK Karvan            |
| Coupe Intertoto 2006                            | FK MKT Araz Imisli   |
| Promotions et relégations                       |                      |
| Promus en Top League                            | FK Qabala            |
| Promus en Top League                            | FK Simurq Zaqatala   |
| Relégués en First League                        | MOIK Bakou           |
| Relégués en First League                        | FK Göyazan Qazax     |